# Поповка (Волгоградская область)
Поповка — хутор в Камышинском районе Волгоградской области, в составе Сестренского сельского поселения.
Население — 125 чел. (2010)

## История
Основан в 1834 году. Согласно Историко-географическому словарю Саратовской губернии Поповка — хутор Камышинского мещанского обществ. Крестьяне занимались хлебопашеством и садоводством. Земли — 178 десятин 1185 сажень
С 1928 года в составе Сестренского сельсовета Камышинского района Камышинского округа (округ упразднён в 1934 году) Нижневолжского края (с 1935 года — Сталинградского края, с 1936 года — Сталинградской области, с 1961 года — Волгоградской области).

## Общая физико-географическая характеристика
Хутор расположен в степной местности, в пределах Приволжской возвышенности, являющейся частью Восточно-Европейской равнины, на речке Панфетьевой, на высоте около 60 метров над уровнем моря. Рельеф местности холмисто-равнинный, развита овражно-балочная сеть. Почвы каштановые. Почвообразующие почвы — пески.
Через хутор проходит автодорога, связывающая федеральную автодорогу Р228 и село Вихлянцево. По автомобильным дорогам расстояние до административного центра сельского поселения села Вихлянцево — 5 км, до районного центра города Камышин — 14 км, до областного центра города Волгоград — 190 км.
Часовой пояс
Поповка, как и вся Волгоградская область, находится в часовой зоне МСК (московское время). Смещение применяемого времени относительно UTC составляет +3:00.

## Население
Динамика численности населения
| 1891 | 1987 | 2002 |
| ---- | ---- | ---- |
| 262  | ≈ 80 | 101  |

| 2010 |
| ---- |
| 125  |